# ديفيد د. أنجرز
بيير جين ديفيد (12 مارس 1788 ــ 4 يناير 1856) كان نحات فرنسي وصانع ميداليات، لقد إكتسب الاسم ديفيد د. أنجرز، بعدما إنتقل إلى إستديو الرسم الخاص بـجاك لوي دافيد في عام 1809 كطريقة لاكتشاف إرثه وتمييز نفسه عن الرسام الرئيسي.

## سيرته

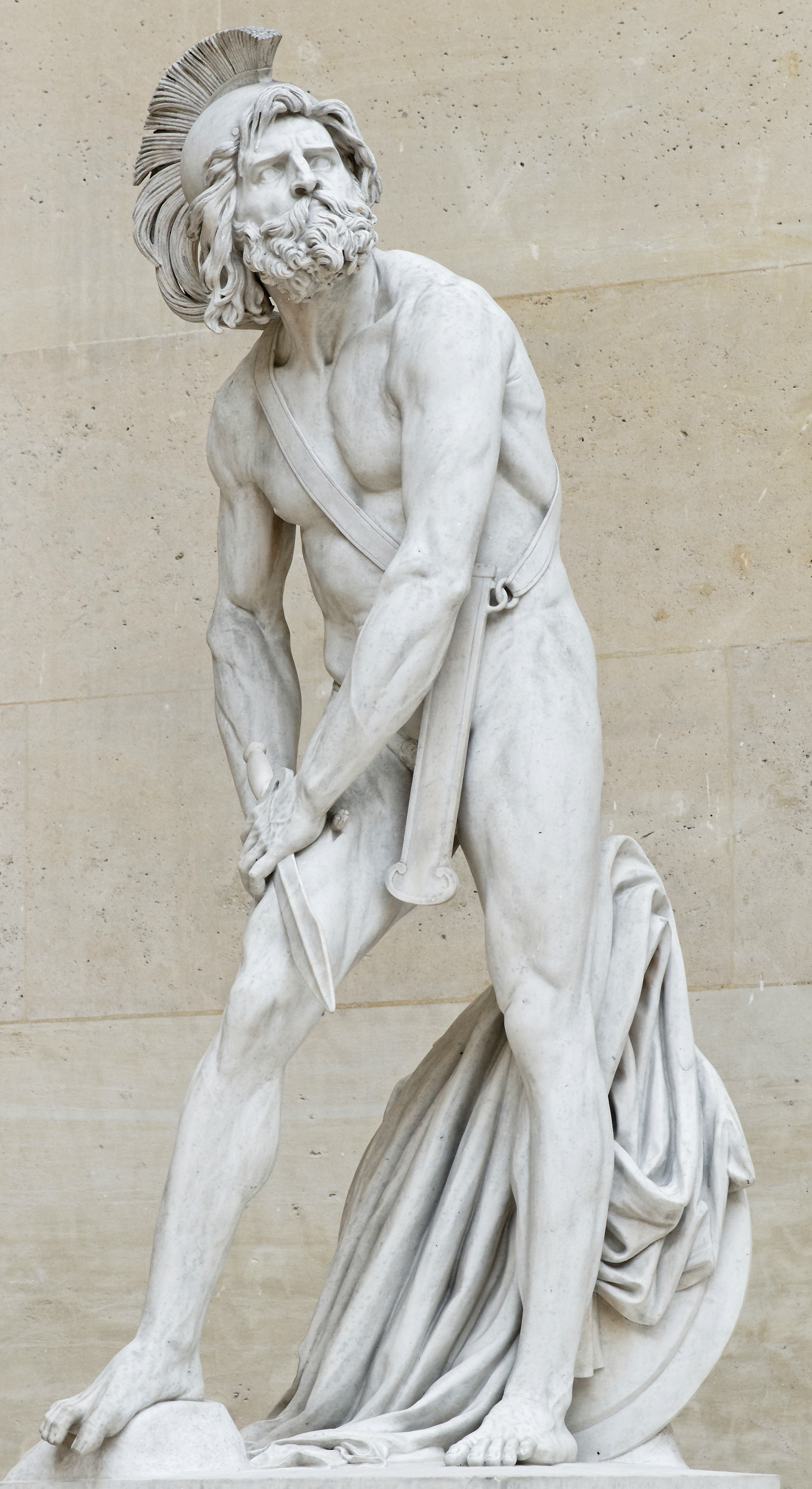
تمثال فيلوبويمين المُصاب نحته ديفيد وموجود الآن في متحف اللوفر

وُلد ديفيد في أنجيه عام 1788. كان والده كان يعمل بفن حفر الخشب و نحات تزيين، الذي انضم جيش المتطوعين الجمهوري كمسكيت، للمحاربة ضد شوانوري في فونديه. التحق باستوديوهات جان جاك ديلوس وفي عام 1808م سافر إلى باريس لكي يدرس في إستديوهات فيليب لوران رولاند [الإنجليزية].
بينما كان في باريس عمل ديفيد على قوس النصر والوجه الخارجي لمتحف اللوفر. في عام 1810 نجح في الحصول على جائزة المركز الثاني في المدرسة الوطنية العليا للفنون الجميلة من أجل تمثاله أوثريادس [الإنجليزية]. في عام 1811 فاز تمثال ديفيد لا دويلور بمسابقة المدرسة الوطنية العليا للتعبير الأساسي (بالفرنسية: tête d'expression)‏، تبعه حصوله على جائزة روما (بالفرنسية: Prix de Rome)‏ عن إيبامينونداس في نفس العام. أمضى خمس سنوات في روما، وخلال ذلك الوقت كان يتردد على استوديو أنطونيو كانوفا وقام برحلات صغيرة حول إيطاليا إلى البندقية ونابولي وفلورنسا.
بعد عودته من روما في وقت استعادة بوربون والغزاة الأجانب المرافقين لهم والمالكيين العائدين، لن يبقى ديفيد أنجرز في حي التويلري، مفضلاً بدلاً من ذلك السفر إلى لندن. هنا أخذ جون فلاكسمان [الإنجليزية] وآخرون إليه مهمة الخطايا السياسية لداوود، الذي كان من المفترض أن يكون مرتبطا به خطأ.

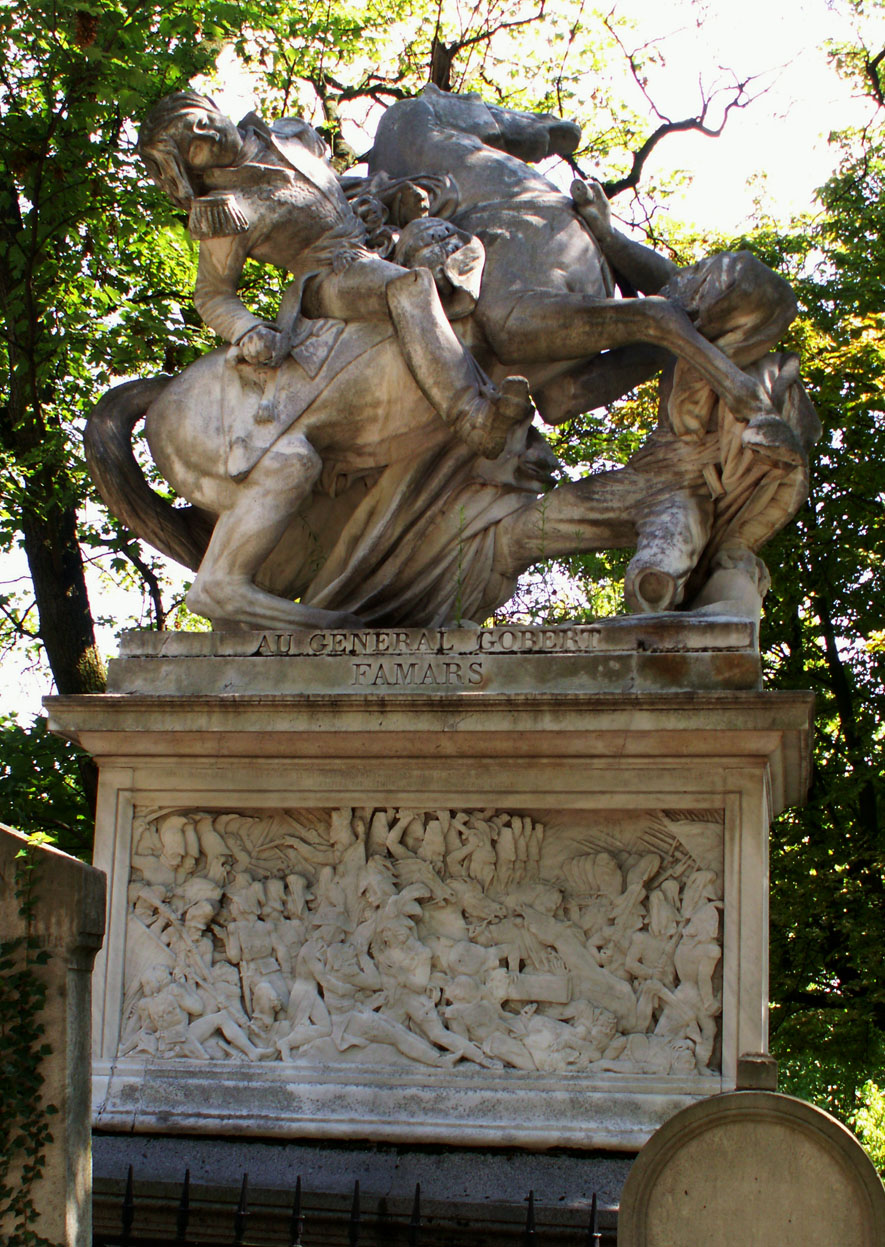
تذكار إلي الجنرال جوبرت (بير لاشيز)

## المتاحف
- معرض ديفيد د. أنجرز، متحف مونتريال، أنجرز
- متحف كارنافاليه، باريس
- متحف دي فلا رومانتيك [الإنجليزية]، باريس

## الأعمال المختارة

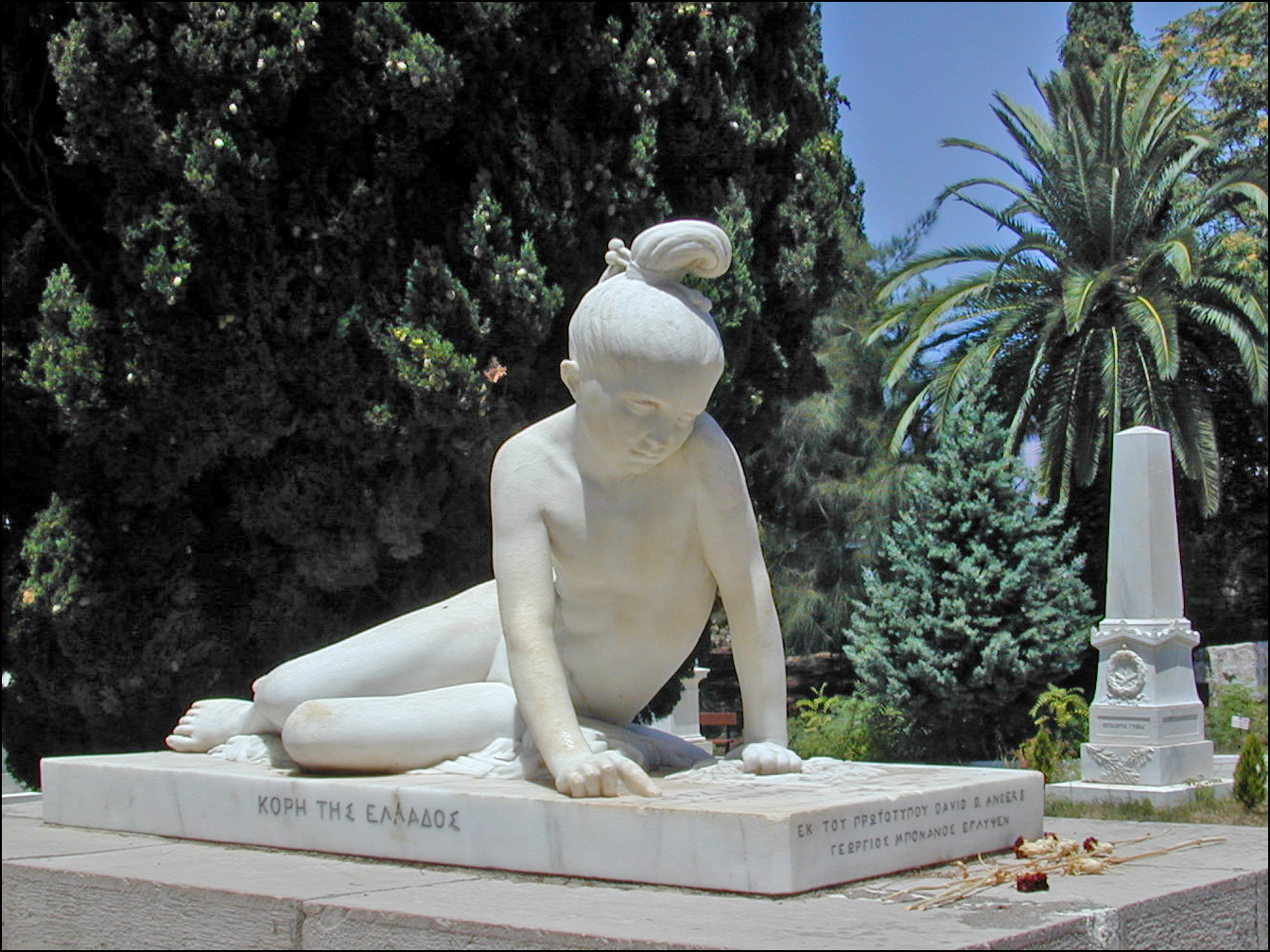
Reviving Greece, his monument to the Greek liberator Markos Botsaris
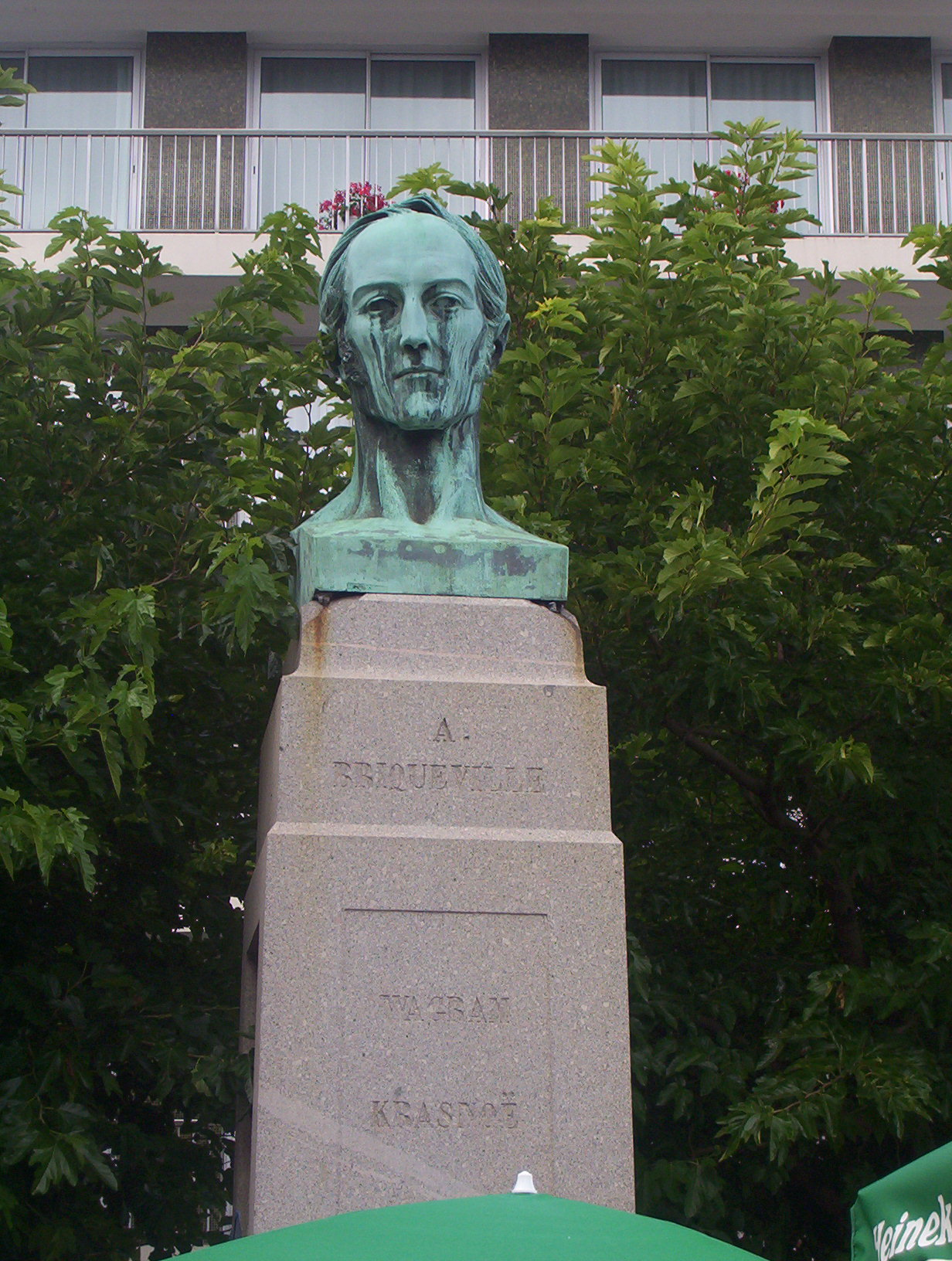
Bust of Armand de Bricqueville, Cherbourg-Octeville
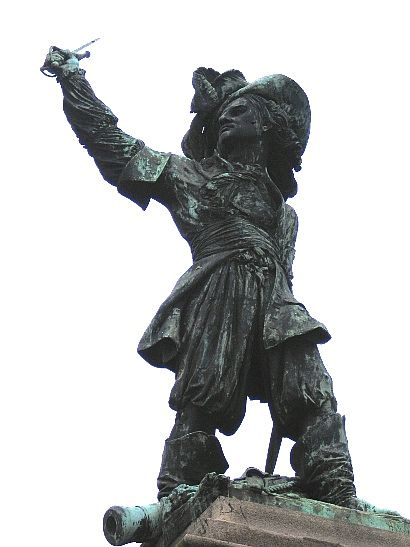
Statue of Jean Bart in Dunkerque
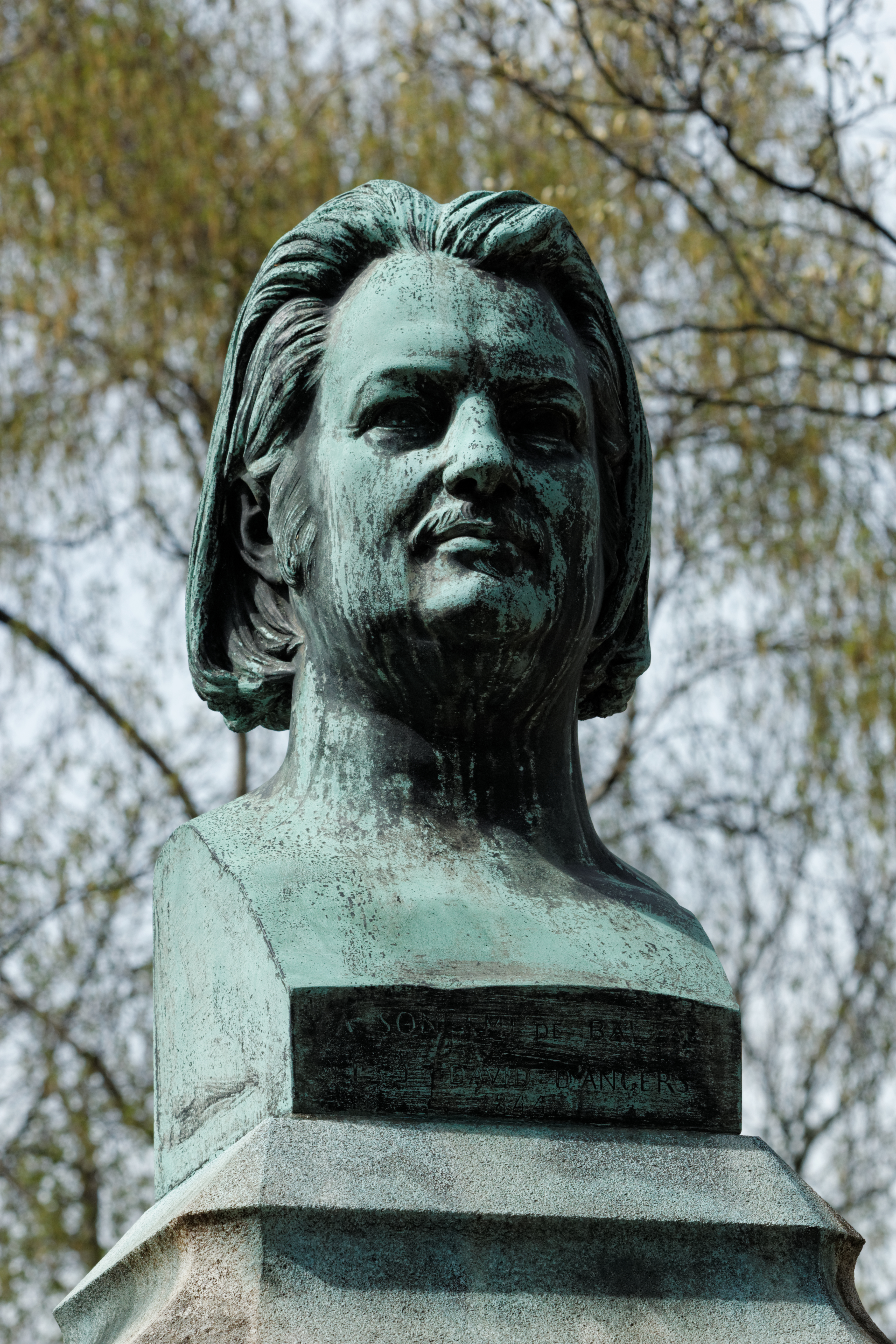
Bust of Honoré de Balzac, cimetière du Père-Lachaise
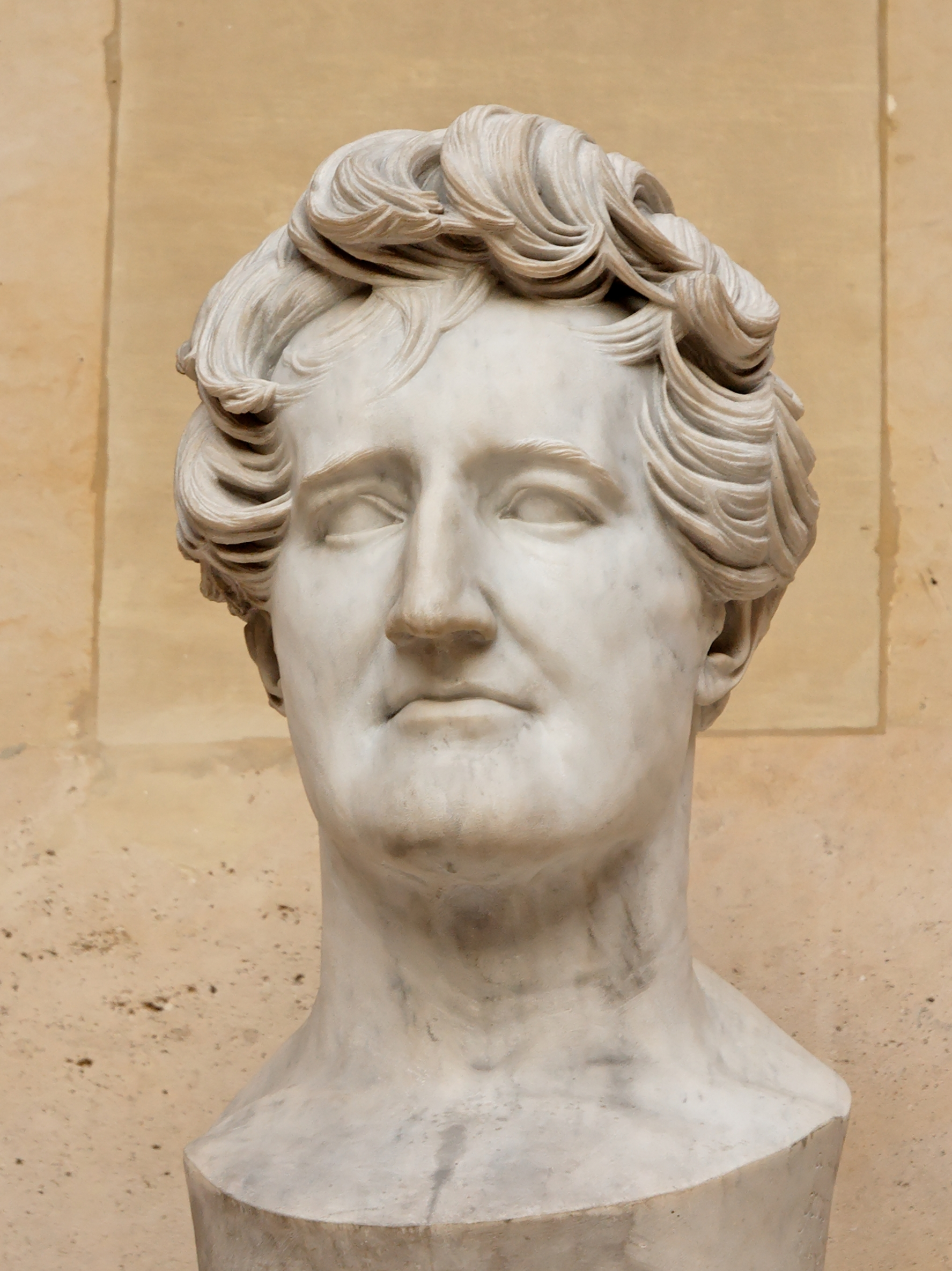
Bust of Georges Cuvier, musée du Louvre
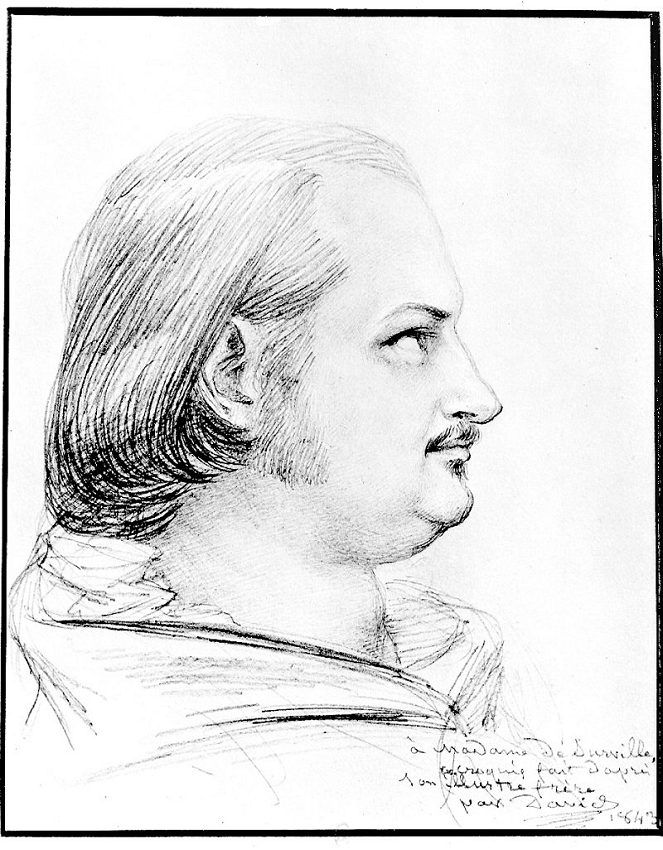
Portrait of Honoré de Balzac
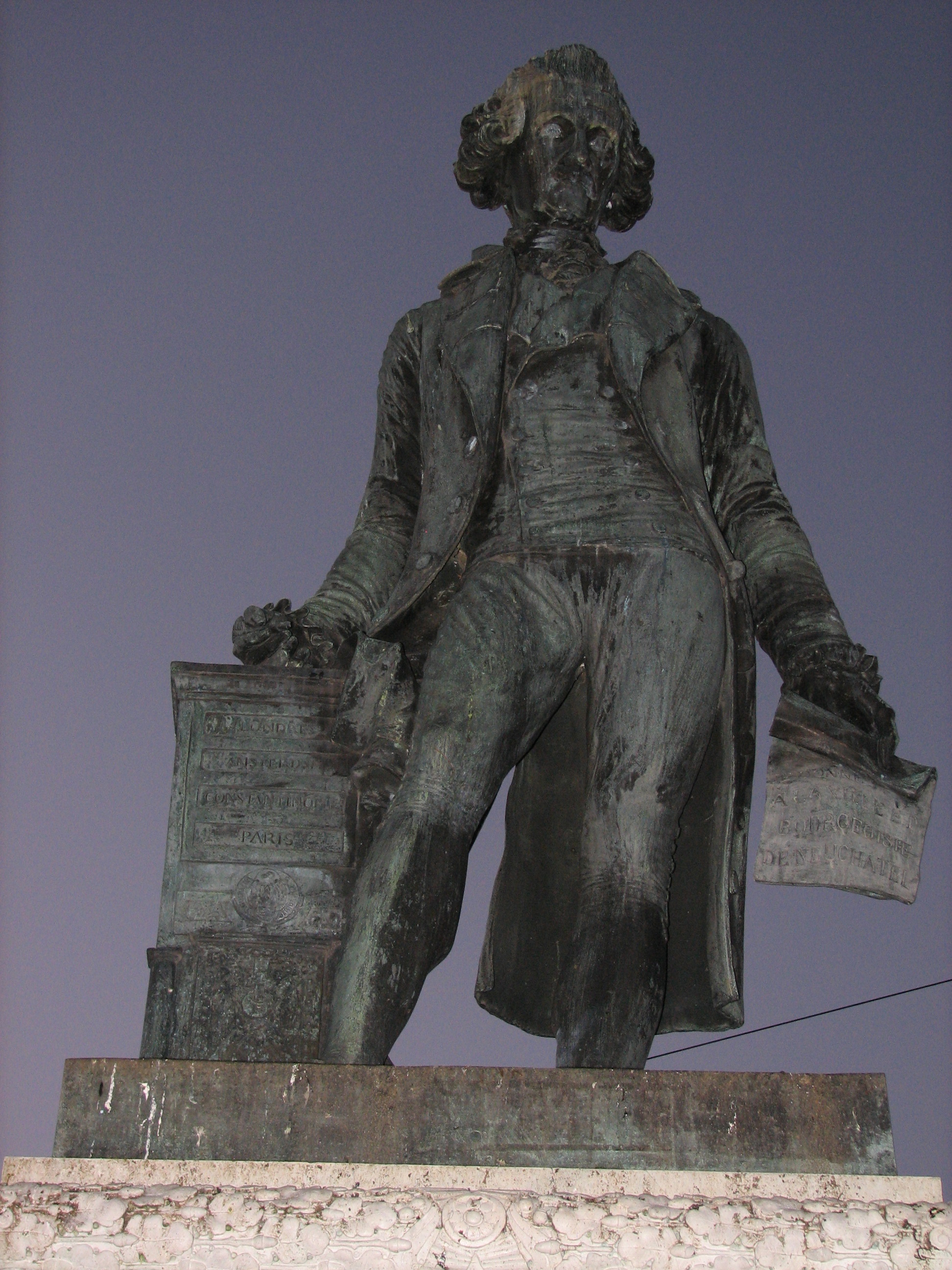
Statue of David de Pury
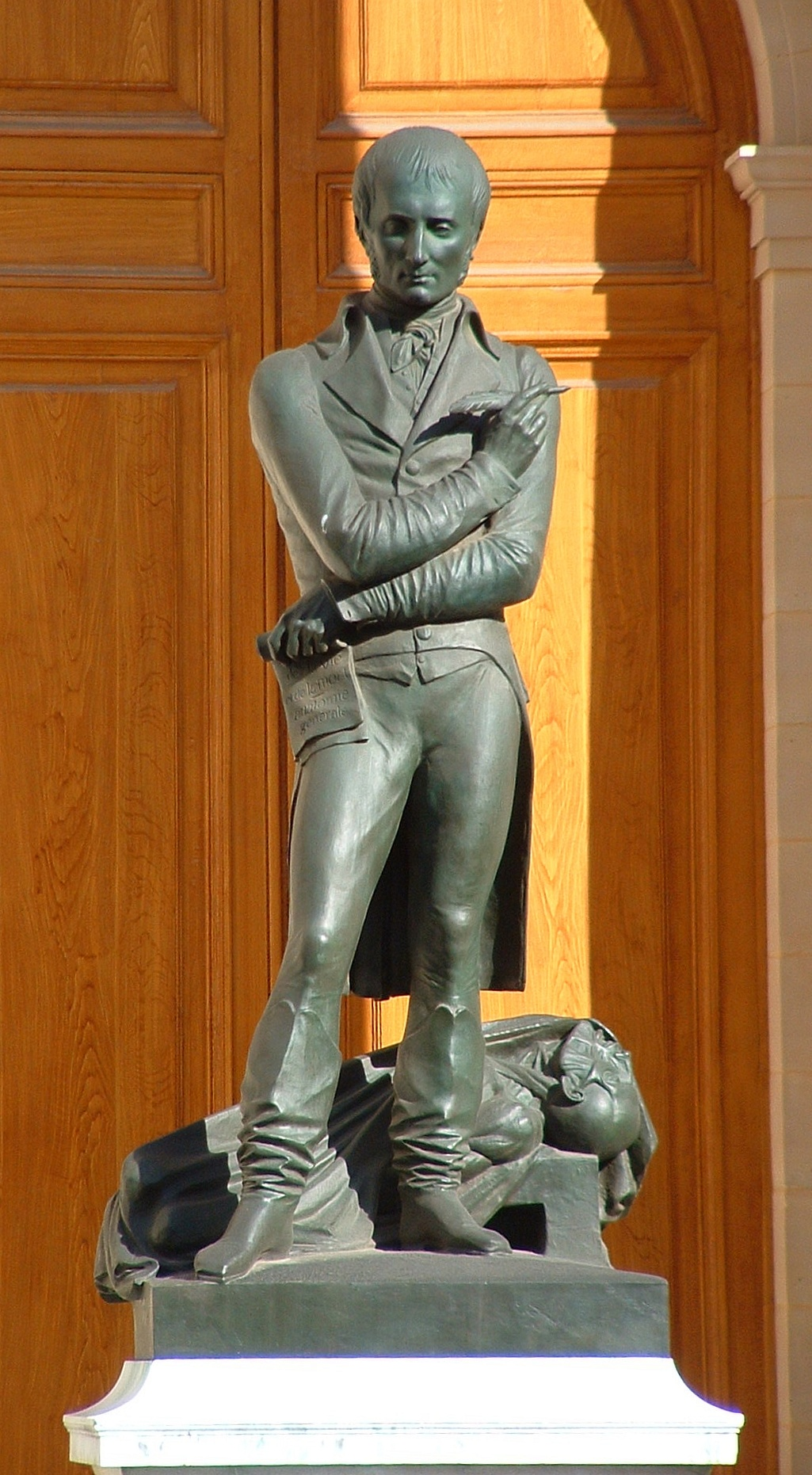
Statue de Xavier Bichat, Paris Descartes University
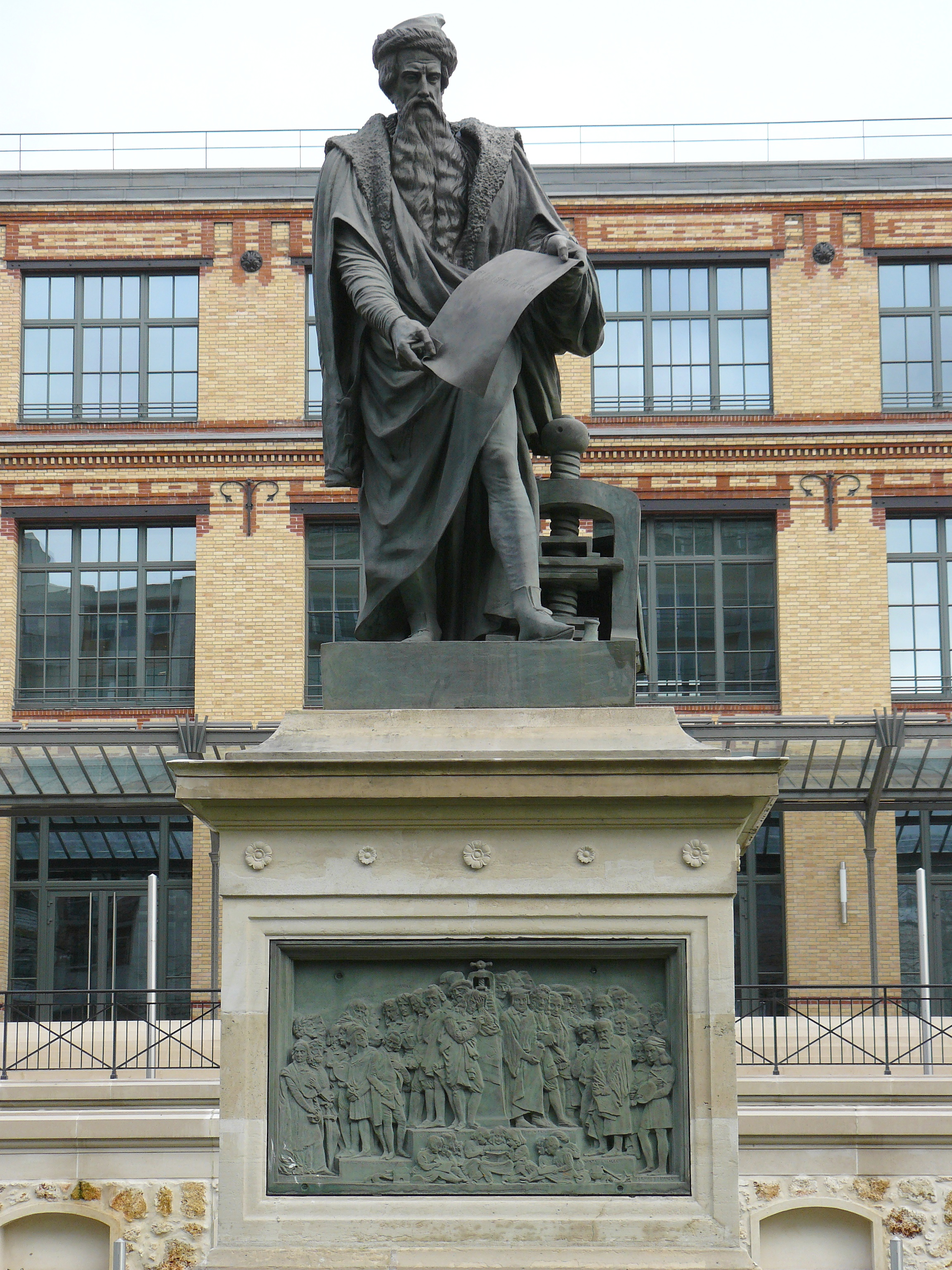
Statue of Gutenberg, Imprimerie nationale, Paris
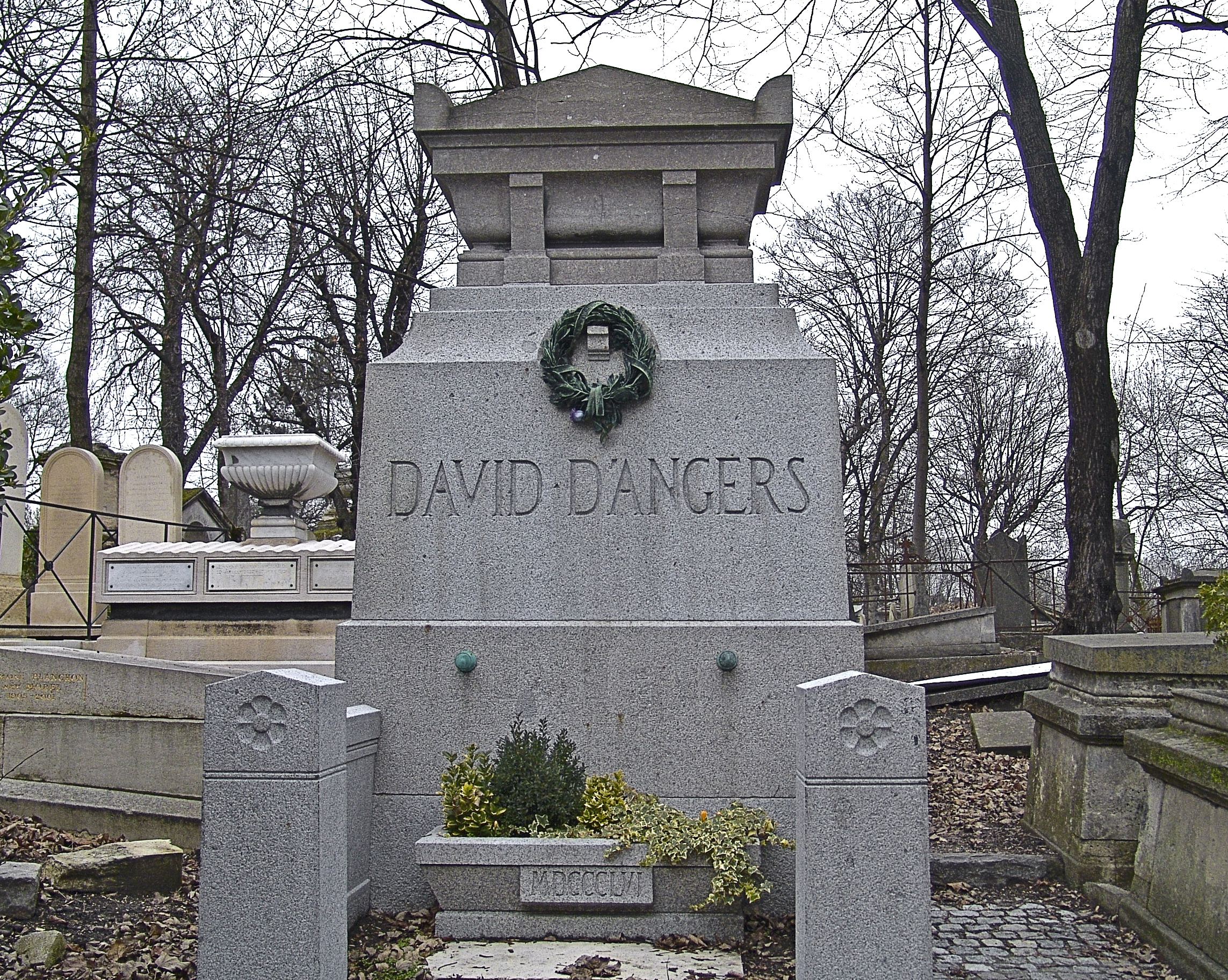
Tomb of David d'Angers - Père Lachaise Cemetery
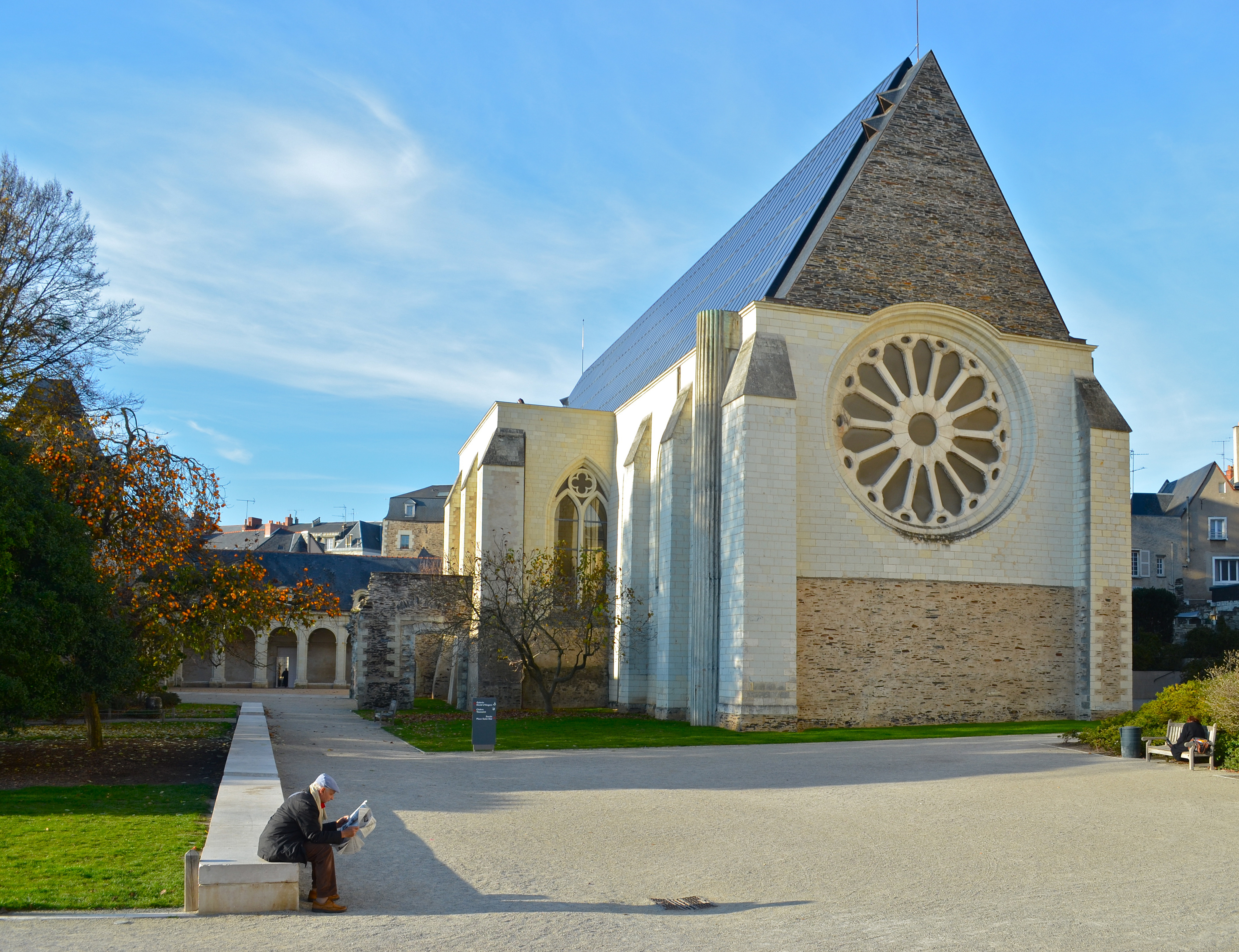
The Musée David d'Angers, in the former Toussaint Abbey, Angers

## روابط خارجية
- ديفيد د. أنجرز على موقع الموسوعة البريطانية (الإنجليزية)
- ديفيد د. أنجرز على موقع إن إن دي بي (الإنجليزية)

- قالب:FrenchSculptureCensus